# Tmolos
Tmolos (gr. Τμῶλος Tmō̂los, łac. Tmolus) – w mitologii greckiej bóg rzeki i góry Tmolos. Był synem Aresa i Teogone oraz mężem Omfale, z którą spłodził Teoklimenosa. Niektóre mity podają, iż był ojcem Tantala.
Sędziował w pojedynku muzycznym między Marsjaszem (w innej wersji mitu – Panem) i Apollem. Zwycięstwo przyznał Apollinowi. Kiedy Midas nie zgodził się z werdyktem, bóg ukarał go, przyprawiając mu ośle uszy.
Tmolos, polując na górze Karmanorion, zakochał się w łowczyni Arrippe, dziewiczej służce Artemidy. Arrippe uciekła przed Tmolosem do świątyni Artemidy, gdzie on, nie zważając na świętość miejsca, zgwałcił ją na łożu bogini. Zrozpaczona służka powiesiła się na belce. Przed śmiercią jednak wezwała boginię, by ta spuściła z uwięzi oszalałego byka. Tmolos podrzucony przez byka w powietrze spadł na ostre kamienie i spiczaste pale, przez co umierał długo w męczarniach. Jego syn, Teoklimenos, pochował go na miejscu, zmieniając nazwę góry na Tmolos. Miasto o tej samej nazwie wybudowane na stoku góry zostało zniszczone przez wielkie trzęsienie ziemi za panowania cesarza Tyberiusza.